# دينيسي جارفيس
دينيسي جارفيس (بالإنجليزية: Dean Jarvis)‏ (1 يونيو 1992 بديري في أيرلندا الشمالية - ) هو لاعب كرة قدم بريطاني في مركز الدفاع. شارك مع منتخب أيرلندا الشمالية تحت 16 سنة لكرة القدم ومنتخب أيرلندا الشمالية تحت 17 سنة لكرة القدم ومنتخب أيرلندا الشمالية تحت 19 سنة لكرة القدم ومنتخب أيرلندا الشمالية تحت 21 سنة لكرة القدم. أما مع النوادي، فقد لعب مع ديري سيتي ونادي أبردين وInstitute F.C. ‏.

## وصلات خارجية
- دينيسي جارفيس على موقع قاعدة بيانات كرة القدم.إي يو (الإنجليزية)
- دينيسي جارفيس على موقع Soccerway.com (الإنجليزية)